# Зеленощёкий амазон
Зеленощёкий амазон (лат. Amazona viridigenalis) — птица семейства попугаевых.

## Внешний вид
Длина тела 33 см, хвоста 11 см. Основная окраска зелёная. Верхняя часть головы — лоб и темя ярко-красного цвета. На затылке и спине есть чёрная окантовка. Щёки ярко-зелёные. Крылья тёмно-зелёного цвета с красным пятном на маховых перьях. Возле глаз есть светло-синяя полоска, а вокруг глаз белая — окантовка. Клюв светло-соломенный. Радужка от жёлтого до оранжевого цвета.

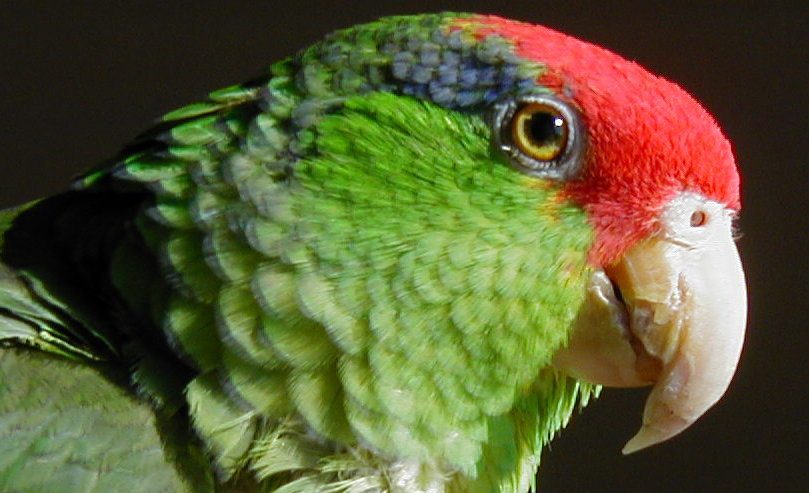

## Распространение
Обитает на северо-востоке Мексики.

## Образ жизни
Населяют лесные заросли вдоль рек, сухие склоны, кромки леса и открытые местности до высоты 1300 м над уровнем моря. Собираются в большие, шумные по утрам и вечерам, стаи. Питаются семенами, плодами, ягодами, цветками и нектаром.

## Размножение
Гнездятся в дуплах деревьев.

## Угрозы и охрана
Редок. Популяции малочисленны из-за вырубки леса, отлова и незаконного экспорта.

## Содержание
Быстро привыкают к человеку и становятся ручными. Могут быть очень нежными и игривыми. Пользуются большой популярностью в США.